# Allt-nan-Sugh
Allt-nan-Sugh (Schots-Gaelisch: Allt nan Subh) is een dorp in de Schotse lieutenancy Ross and Cromarty in het raadsgebied Highland op de noordelijke oever van Loch Long.